# Jean Poirot
Pour les articles homonymes, voir Poirot.
Jean Poirot, né le 26 mars 1873 à Andelot (Haute-Marne) et mort à Paris le 20 mai 1924, est un phonéticien français.

## Biographie
D'origine vosgienne, il est le fils de Camille-Hippolyte Poirot, marchand quincaillier âgé de 31 ans, et de Julie Girardon âgée de 23 ans. Il est étudiant l'école normale supérieure de novembre 1893 à juillet 1898. Il sera influencé par son professeur de philosophie Henri Bergson (1859-1941) et par Charles Andler (1866-1932), maître de conférences en allemand. Il a aussi été :
Lecteur de français (1898-1902) puis professeur de phonétique (1903-1920) à l'Université d'Helsinski (Helsingfors), Finlande. - 
Docteur ès-lettres, Université de Paris (1913). - 
Maître de conférences à la Faculté des lettres de l'université de Paris, chargé de cours de phonétique (1er novembre 1920).
- Directeur de l'Institut de phonétique et des Archives de la parole, Université de Paris (1920-1924). -
Publications
A publié des articles dans la Revue de phonétique, dirigée par l'Abbé Rousselot et Hubert Pernot. - 
A écrit des ouvrages de droit finlandais sous le pseudonyme de Jean Deck.

## Sur Jean Poirot
- A. v. Kræmer, Jean Poirot: In memoriam, Neuphilologische Mitteilungen, Vol. 26, No. 1/2 (1925), pp. 1-13 (13 pages)
- Vaissermann Romain (Université d’Orléans), « Un phonéticien finno-ougrien : Jean Poirot alias Jean Deck »
- 1920-1924 : Fonds des Archives de la Parole, sous la direction de Jean Poirot, Bibliothèque nationale de France. Département Son, vidéo, multimédia